# Alexis Pantchoulidzew
Alexis Pantchoulidzew (* 18. September 1888 in Pjatigorsk; † 10. April 1968 am Hof van Twente) war ein niederländischer Dressurreiter. Er vertrat er als einziger Teilnehmer die Niederlande bei den Olympischen Sommerspielen 1956.

## Leben
Alexis Pantchoulidzew entstammte einer russischen Adelsfamilie. Er war nach eigenen Angaben Oberst (Polkownik) bei einem Husaren-Regiment der Leibgarde des russischen Zaren Nikolaus II. Nach der Oktoberrevolution 1917 floh er aus Russland und kam wie viele russische Adlige nach Deutschland.
Ab 1922 war er als Stallmeister und Reitlehrer der Söhne von Armgard von Cramm, Aschwin und Bernhard zur Lippe-Biesterfeld, auf dem Gut Woynowo in Ostbrandenburg an der Westgrenze der damaligen preußischen Provinz Posen beschäftigt, das Armgard von ihrem Vater geerbt hatte, einem aus Westfalen stammenden Junker. Nach dem Tod von Armgards Ehemann Bernhard zur Lippe senior († 1934) führte Pantchoulidzew ihren Gutshof. Der junge Prinz Bernhard heiratete Anfang 1937 die spätere Königin Juliana der Niederlande. Während des Zweiten Weltkriegs wurde Pantchoulidzew zwangsverpflichtet und arbeitete bei der Reichsbahn in Frankfurt/Oder. Das ermöglichte ihm in der Endphase des Krieges, mehrere Eisenbahnwaggons für die Flucht Armgards vor der vorrückenden roten Armee nach Bad Driburg zu beschaffen, sodass Armgard ihren gesamten Hausrat und sogar den Sarg mit dem Leichnam ihres Vaters mitnehmen konnte. Später lebte er als Hausfreund und Lebensgefährte der Prinzessin in ihrem Haus in Roisdorf und wurde nach dem Umzug Armgards auf Schloss Warmelo in den 1950er Jahren auf Fürsprache des niederländischen Prinzgemahls Bernhards in den Niederlanden eingebürgert.
1956 boykottierte die Regierung von Willem Drees wegen des Ungarischen Volksaufstandes die Olympischen Sommerspiele im australischen Melbourne. Wegen der australischen Quarantänebestimmungen für Pferde hatten die Reitwettbewerbe allerdings schon fünf Monate zuvor in Stockholm stattgefunden, als der Boykott noch nicht galt. Pantchoulidzew vertrat die Niederlande bei diesen Wettkämpfen allein und war damit der einzige niederländische Teilnehmer an den Olympischen Sommerspielen 1956.

## Quelle
1. ↑  Annejet van der Zijl: Bernhard, een verborgen geschiedenis. Amsterdam 2010.

| Personendaten    | Personendaten                  |
| ---------------- | ------------------------------ |
| NAME             | Pantchoulidzew, Alexis         |
| ALTERNATIVNAMEN  | Tschuli                        |
| KURZBESCHREIBUNG | niederländischer Dressurreiter |
| GEBURTSDATUM     | 18. September 1888             |
| GEBURTSORT       | Pjatigorsk                     |
| STERBEDATUM      | 10. April 1968                 |
| STERBEORT        | Hof van Twente                 |